# Barbara Visser
Barbara Visser (Sibenik, 16 de agosto de 1977) es una política neerlandesa de origen croata que actualmente ocupa un escaño en la Segunda Cámara de los Estados Generales para el período legislativo 2012-2017 por el Partido Popular por la Libertad y la Democracia (Volkspartij voor Vrijheid en Democratie).
En su trabajo legislativo forma parte de los comités de Asuntos Económicos; Comercio Exterior y Cooperación para el Desarrollo; Vivienda y Servicios (entre 2012 y 2014 que portavoz de este comité); Infraestructura y Medio Ambiente; Interior; Relaciones del Reino; y Seguridad y Justicia.